# Muzhappilangad
Muzhappilangad (o Mulappilangad, Mulappilangal) è una suddivisione dell'India, classificata come census town, di 21.905 abitanti, situata nel distretto di Kannur, nello stato federato del Kerala. In base al numero di abitanti la città rientra nella classe III (da 20.000 a 49.999 persone).

## Geografia fisica
La città è situata a 11° 48' 0 N e 75° 27' 0 E al livello del mare.

## Società

### Evoluzione demografica
Al censimento del 2001 la popolazione di Muzhappilangad assommava a 21.905 persone, delle quali 10.368 maschi e 11.537 femmine. I bambini di età inferiore o uguale ai sei anni assommavano a 2.569, dei quali 1.339 maschi e 1.230 femmine. Infine, coloro che erano in grado di saper almeno leggere e scrivere erano 18.266, dei quali 8.732 maschi e 9.534 femmine.